# Thomas Ketelsen
Thomas Ketelsen  (* 15. August 1955 in Wyk/Föhr) ist ein deutscher Kunsthistoriker. Seit 2016 ist er Präsident der Carl Heinrich von Heineken Gesellschaft mit Sitz in Dresden.

## Leben
Thomas Ketelsen studierte an der Universität Hamburg Kunstgeschichte, Neuere Deutsche Literatur und Philosophie. Er wurde mit der Arbeit „Künstlerviten, Inventare und Kataloge. Drei Studien zur Kunsthistorischen Praxis“ bei  Klaus Herding promoviert. Von 1988 bis 1990 war Ketelsen wissenschaftlicher Mitarbeiter am Kunstgeschichtlichen Seminar der Universität Hamburg. Es folgte ein Volontariat an der Gemäldegalerie Alte Meister und an der Neuen Galerie in Kassel (1990–1992). An der Hamburger Kunsthalle führte er zwei Forschungsprojekte durch: zur Geschichte des Auktionswesens im 18. Jahrhundert in Deutschland (in Kooperation mit dem Provenance Index am Getty Research Institute, Los Angeles) sowie zur wissenschaftlichen Erschließung der niederländischen Gemälde in der Hamburger Kunsthalle. Ab 2000 war Ketelsen als Kurator der niederländischen Zeichnungen am Kupferstich-Kabinett der Staatlichen Kunstsammlungen Dresden tätig. Im April 2010 wechselte er als Leiter der Graphischen Sammlung an das Wallraf-Richartz-Museum & Fondation Corboud in Köln. Seit November 2018 leitet er das von der DFG geförderte Projekt zur wissenschaftlichen Erschließung der niederländischen Zeichnungen der Goethe-Sammlung in der Klassik Stiftung Weimar. Ketelsen war Lehrbeauftragter im Fach Kunstgeschichte an den Universitäten in Hamburg, Köln und Jena. Er gehört zu den Mitbegründern der Carl Heinrich von Heineken Gesellschaft (2016).

## Schriften (Auswahl)

### Bücher
- Thomas Ketelsen, Oliver Hahn (Hrsg.), Die Sammlung der niederländischen Zeichnungen in Weimar. Ein Handbuch, Dresden 2022[3]
- Thomas Ketelsen, Martin Schuster (Hrsg.), Carl Heinrich von Heineken in Dresden und auf Schloss Altdöbern, Dresden 2018
- Thomas Ketelsen, Oliver Hahn, Petra Kuhlmann-Hodick (Hrsg.), Zeichnen im Zeitalter Bruegels. Die niederländischen Zeichnungen des 16. Jahrhunderts im Dresdner Kupferstich-Kabinett – Beiträge zu einer Typologie, Köln 2011
- Verzeichnis der verkauften Gemälde im deutschsprachigen Raum vor 1800, 3 Bde., München 2002 (zusammen mit Tilmann von Stockhausen)
- Die niederländischen Gemälde 1500–1800 (Die Sammlungen der Hamburger Kunsthalle, Band II), Hamburg 2001
- Künstlerviten, Inventare, Kataloge. Drei Studien zur Geschichte der kunsthistorischen Praxis, Ammersbek bei Hamburg 1990

### Ausstellungskataloge (Auszug)

#### Köln
- Wir Glauben Kunst. Bildermacht und Glaubensfragen. Meisterzeichnungen aus der Kölner Jesuiten-Sammlung ‚Col‘ (in Zusammenarbeit mit Iris Brahms, Karen Buttler und Mireille Cornelis). Wallraf-Richartz-Museum & Fondation Corboud, 24. Mai – 18. August 2019
- Der Schatten im Blick? (in Zusammenarbeit mit Tim Otto Roth). Wallraf-Richartz-Museum & Fondation Corboud, Graphische Sammlung, 28. September 2018 – 13. Januar 2019
- Wallrafs Erbe. Ein Bürger rettet Köln (in Zusammenarbeit mit Gudrun Gersmann, Stefan Grohé und Mario Kramp). Wallraf-Richartz-Museum & Fondation Corboud, 23. März – 7. Juni 2018
- Die Kunst der Pause. Transparenz und Wiederholung (in Zusammenarbeit mit Iris Brahms). Wallraf-Richartz-Museum & Fondation Corboud, Graphische Sammlung, 24. März – 5. Juni 2017
- Girolamo Troppa (1637–1710). Der Zeichner – ein Phantom (in Zusammenarbeit mit Dietmar Spengler). Wallraf-Richartz-Museum & Fondation Corboud, Graphische Sammlung, 2. Dezember 2016 – 12. März 2017
- Palmyra – Was bleibt? Louis-François Cassas und seine Reise in den Orient (in Zusammenarbeit mit Christian Raabe, Daniel Lohmann und Thomas Klinke). Wallraf-Richartz-Museum & Fondation Corboud, Graphische Sammlung, 26. Februar – 8. Mai 2016
- Werner Herzog & Hercules Segers. Seelenlandschaften (in Zusammenarbeit mit Mireille Cornelis, Thomas Klinke und Michael Venator). Wallraf-Richartz-Museum & Fondation Corboud, 14. April – 12. Juli 2015
- Der Abklatsch. Eine Kunst für sich (in Zusammenarbeit mit Thomas Klinke und Michael Venator). Wallraf-Richartz-Museum & Fondation Corboud, Graphische Sammlung, 29. August – 23. November 2014[4]
- Schätze aus der Jesuitensammlung I: Die Zeichnungen des Giulio Cesare Bedeschini (in Zusammenarbeit mit Angelika Eder). Wallraf-Richartz-Museum & Fondation Corboud, Graphische Sammlung, 14. Februar – 4. Mai 2014
- Die Klecksographie. Zwischen Fingerübung und Seelenschau (in Zusammenarbeit mit Thomas Klinke und Michael Venator). Wallraf-Richartz-Museum & Fondation Corboud, Graphische Sammlung, 9. August – 13. Oktober 2013
- „Zur Hölle mit der Linie“. Die Fotografik der New School of Wood Engraving (in Zusammenarbeit mit Alexander Roob). Wallraf-Richartz-Museum & Fondation Corboud, Graphische Sammlung, 14. September 2012 – 6. Januar 2013
- Die entfesselte Antike. Aby Warburg und die Geburt der Pathosformel (in Zusammenarbeit mit Marcus Andrew Hurttig). Wallraf-Richartz-Museum & Fondation Corboud, Graphische Sammlung, 2. März – 28. Mai 2012
- Das Gedächtnis, die Stadt und die Kunst: Die Beschneidung. Wallraf-Richartz-Museum & Fondation Corboud, Graphische Sammlung, 5. November 2010 – 30. Januar 2011
- Vom Licht gezeichnet. Camille Corot und das Experiment „Cliché-verre“. Wallraf-Richartz-Museum & Fondation Corboud, Graphische Sammlung, 20. August – 24. Oktober 2010

#### Dresden
- „I can only see things when I move“: Positionen zeitgenössischer Kunst auf Papier (zusammen mit Katharina Hoins und Rebekka Reuter). Staatliche Kunstsammlungen Dresden, Kupferstich-Kabinett, 29. September 2007 – 20. Januar 2008
- Rembrandt van Rijn. Die Entführung des Ganymed (hrsg. mit Uta Neidhardt). Staatliche Kunstsammlungen Dresden, Gemäldegalerie Alte Meister, Kupferstich-Kabinett, 16. November 2006 – 4. Februar 2007
- Das Geheimnis des Jan van Eyck. Die frühen niederländischen Zeichnungen und Gemälde in Dresden (hrsg. mit Uta Neidhardt). Staatliche Kunstsammlungen Dresden, Gemäldegalerie Alte Meister, Kupferstich-Kabinett, 13. August – 31. Oktober 2005
- Rembrandt. Die Dresdner Zeichnungen 2004 (zusammen mit Christian Dietrich). Staatliche Kunstsammlungen Dresden, Kupferstich-Kabinett, 7. August – 3. Oktober 2004
- Im Zeichen des Bundes. Graphische Meisterblätter von Dürer bis Rembrandt. Staatliche Kunstsammlungen Dresden, Kupferstich-Kabinett, 25. Oktober 2001 – 13. Januar 2002

#### Hamburg
- Rembrandt, oder nicht? Die Gemälde (zusammen mit Sebastian Giesen). Hamburger Kunsthalle, 15. Oktober 2000 – 21. Januar 2001
- Böhmen liegt am Meer. Die Erfindung der Landschaft um 1600. Hamburger Kunsthalle, 23. Juli – 10. Oktober 1999